# Edoardo Amaldi ATV

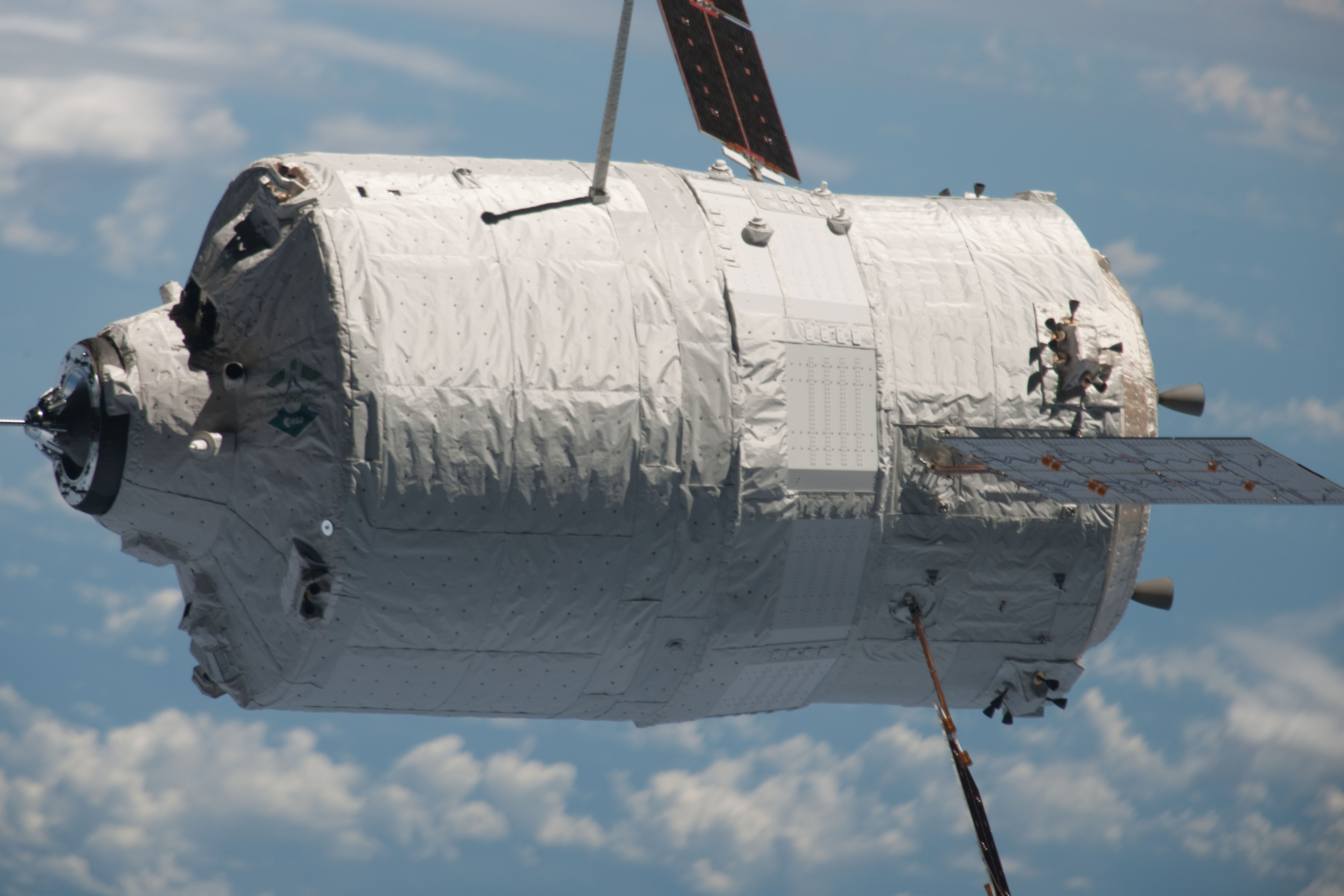
O ATV aproxima-se da ISS para acoplagem

Edoardo Amaldi ATV ou Veículo de Transferência Automatizado 003 (ATV-003) é uma espaçonave não-tripulada de carga, criada e desenvolvida pela Agência Espacial Européia (ESA), batizada com o nome do físico italiano do século XX Edoardo Amaldi.
Este foi o terceiro ATV a ser construído, após o Jules Verne ATV e o Johannes Kepler ATV, lançados ao espaço em 2008 e 2011 respectivamente. Ele foi lançado ao espaço em 23 de março de 2012 em direção à Estação Espacial Internacional, carregado com combustível, água, ar, comida e carga seca para as tripulações a bordo da estação. Na época de seu lançamento, o Edoardo era a maior espaçonave operacional existente, com  uma massa total superior a vinte toneladas.

## Lançamento e acoplagem
A nave foi lançada do Centro Espacial de Kourou, na Guiana Francesa, às 04h31 GMT de 23 de março por um foguete Ariane 5 e realizou a acoplagem com a ISS cinco dias depois. Além de levar suprimentos para os astronautas integrantes da Expedição 30, a cápsula também ajudou, com seus foguetes, a corrigir a altitude da estação.
O ATV deve permanecer acoplado à ISS até 27 de agosto de 2012, quando será desorbitado e colocado em trajetória de reentrada de destruição sobre o Oceano Pacífico, levando com ele uma carga de resíduos da estação.